# Stereum hymenoglium
Stereum hymenoglium är en svampart som beskrevs av Speg. 1921. Stereum hymenoglium ingår i släktet Stereum och familjen Stereaceae.   Inga underarter finns listade i Catalogue of Life.